# Agoseris aurantiaca
Agoseris aurantiaca là một loài thực vật có hoa trong họ Cúc. Loài này được (Hook.) Greene mô tả khoa học đầu tiên năm 1891.